# Арон Сігурдарсон
Заголовок цієї статті — це ісландське ім'я, де Арон — особове ім'я, а Сігурдарсон — ім'я по батькові. 
Арон Сігурдарсон (ісл. Aron Sigurðarson, нар. 8 жовтня 1993, Тромсе, Норвегія) — ісландський футболіст, центральний форвард бельгійського клубу «Уніон Сент-Жілуаз» та національної збірної Ісландії.

## Клубна кар'єра
Футбольну кар'єру Арон розпочав у складі ісландського столичного клубу «Фйолнір». З 2010 року в основі клубу Арон зіграв майже сто матчів. У лютому 2018 року футболіст підписав трирічний контракт з норвезьким клубом «Тромсе». Вже за два роки нападник перейшов до складу інгого клубу норвезької Тіппеліги - «Старт».
У 2019 році Арон відіграв у складі команди у Другому дивізіоні чемпіонату Норвегії. У грудні 2019 роу футболіст уклав угоду на 2,5 роки з бельгійським «Уніон Сент-Жілуаз». І за результатами сезону 2020/21 допоміг клубу виграти Другий дивізіон Бельгії і підвищитися до Ліги Жупіле.

## Збірна
У січні 2016 року у товариському матчі проти команди США, що проходив в Каліфорнії, Арон Сігурдарсон дебютував у національній збірній Ісландії. У тому ж матчі Арон забив і свій перший гол у складі збірної.